# Большой Вадываш
Большой Вадываш — река в России, протекает в Пермском крае. Устье реки находится в 17 км по левому берегу реки Тулпан. Длина реки составляет 25 км.

## Описание
Река берёт начало в западных предгорьях Северного Урала на восточных склонах горы Ялпач-Камень (422 м НУМ) в 15 км восточнее деревни Верхняя Колва. Протекает в северо-восточной части Чердынского района Пермского края. Течёт на север. Притоки — Гадьинская Рассоха (левый), Каменная (правый).

## Данные водного реестра
По данным государственного водного реестра России относится к Камскому бассейновому округу, водохозяйственный участок реки — Кама от водомерного поста у села Бондюг до города Березники, речной подбассейн реки — бассейны притоков Камы до впадения Белой. Речной бассейн реки — Кама.
По данным геоинформационной системы водохозяйственного районирования территории РФ, подготовленной Федеральным агентством водных ресурсов:
- Код водного объекта в государственном водном реестре — 10010100212111100005775
- Код по гидрологической изученности (ГИ) — 111100577
- Код бассейна — 10.01.01.002
- Номер тома по ГИ — 11
- Выпуск по ГИ — 1